# Gasfördermaximum
Das Gasfördermaximum (engl. peak gas) ist der Zeitpunkt, an dem aufgrund physikalischer Faktoren die Erdgasförderung nicht mehr gesteigert werden kann. Der Zeitpunkt des globalen Gasfördermaximums wird für den Zeitraum um 2025 prognostiziert. Für Europa ist nach dem Zurückgehen der Gasförderung in der Nordsee die Entwicklung der Erdgasförderung in Westsibirien wichtig.
Erdgas ist neben Erdöl und Kohle ein wichtiger fossiler Primärenergieträger. Im Gegensatz zu Erdöl und Kohle, die per Massengutfrachter oder Öltanker weltweit gehandelt werden können, ist der Transport von Erdgas auf ein regionales Pipelinenetz bzw. aufwendige Erdgasverfüssigung angewiesen. Durch die im Jahr 2005 erreichte maximale Förderrate konventionellen Erdöls werden unkonventionelle Öle auch aus Substituten wie GtL weiter an Bedeutung gewinnen.
Das Fördermaximum von Erdgas ist insoweit von Relevanz, da Erdgas mit am besten die immer knapper werdenden Erdölprodukte (Benzin, Diesel, Kerosin etc.) substituieren kann. Einerseits mit gasbetriebenen Kraftfahrzeugen und andererseits durch die synthetische Umwandlung in Synfuels. Problematisch dabei ist die Erwartung, dass beide fossilen Brennstoffe (Erdöl & Erdgas) jeweils nur kurze Zeit nacheinander ihr Fördermaximum erreichen. Ein extremer Preissprung kann durch das durchaus vorhandene Energieeinsparpotenzial, Substitution durch Bioenergie und andere regenerative Energien sowie einen Nachfragerückgang durch eine mögliche mittelfristigen Rezession gedämpft werden.